# Дэвид Палмер (певец)
Дэвид Палмер (англ. David Palmer; род. 14 марта 1941 года, Уотчунг, Нью-Джерси, США) — американский вокалист, автор песен и фотограф, наиболее известный как бывший участник групп «Steely Dan» и «David Fox», а также как автор текстов второго хита Кэрол Кинг «Jazzman».

## Карьера
Палмер родился 14 марта 1941 года. Вырос в Уотчунге, штат Нью-Джерси и учился в региональной средней школе Уотчунг-Хиллз.
Его первой группой был Myddle Class, образованный в 1964 году под первоначальным названием The King Bees, когда её участники, кроме Палмера, ещё учились в средней школе.
Под названием Myddle Class группа выступала в таких клубах, как Night Owl в Гринвич-Виллидж, и выпустила несколько 45-х пластинок на лейбле Tomorrow Records перед распадом в 1969 году.
Затем Палмер вместе с несколькими участниками Myddle Class сформировал группу Quinaimes Band, которая записала альбом для Elektra Records перед распадом вскоре после этого.
По настоянию руководителей ABC Records Палмер присоединился к Стили Дэну в раннем воплощении в 1972 году. Помимо вокала он также дублировал партии вместе с Дональдом Фейгеном в «Reelin' in the Years», «Only a Fool Would Say That» и «Change of the Guard» для достижения высоких нот.
Во время своего пребывания в группе Палмер исполнял ведущий вокал во всех песнях «Steely Dan», когда они выступали вживую на первых концертах из-за отсутствия у Фейгена вокальной силы на тот момент.
В конце концов Фейген стал ведущим вокалистом, а Палмер незаметно покинул группу, хотя и участвовал на бэк-вокале на следующем альбоме группы «Countdown to Ecstasy».
После Steely Dan Палмер работал с рядом авторов песен, в том числе с Кэрол Кинг в составе «Jazzman».
Позже он сформировал группу Wha-Koo, вместе с которой он выпустил три альбома.
Он также написал песню «Silhouette» для фильма «Волчонок» 1985 года.
В 1987 году Палмер присоединился к Дэвиду Фоксу в его одноимённую рок-группу. После ухода из группы Дэвид Палмер завязал с музыкой.
В 2014 году Палмер подал в суд на Steely Dan за невыплату гонораров. Дэвид выиграл суд.

## Дальнейшая жизнь
С 2002 года Палмер работает цифровым фотографом, специализирующимся на пейзажах и изобразительном искусстве.
В настоящее время он живёт в Шарлотте, Северная Каролина.

## Дискография
Steely Dan
- 1972 — Can’t Buy a Thrill
- 1973 — Countdown to Ecstasy